# 코렌텍
코렌텍(영어: Corentec Co. Ltd.)은 대한민국의 인공관절 기업이다. 본사는 충청남도 천안시 서북구 입장면 영산홍1길 12에 위치해 있으며 대표이사는 강석희이다.

## 투자
자회사 건강검진 기업 선헬스케어인터내셔널과 전문의약품(ETC) 연구개발업체인 우성제약에 투자하였다. 인공고관절 제품 ‘BENCOX’ 이 일본 후생성 품목허가를 완료한 바 있다

## 상장
2013년 3월 5일 공모가 16,000원에 상장하였다.     

## 같이 보기
- 선두훈
- 정몽구
- 현대위아

## 참고 문헌
1. ↑  박선영, 한국IR협의회 기업리서치센터-코렌텍, 2023-07-19
2. ↑  '인공 관절' 코렌텍, 미국 등 해외매출 급증...올해 1.5배 성장 전망, 뉴스핌, 2023년 9월 7일
3. ↑  현정인, 코렌텍, 상반기 매출 역대 최대 383억 달성, 히트뉴스, 2023-08-16
4. ↑  코렌텍, 인공고관절 시스템 ‘BENCOX’ 일본 후생성 승인, 팜뉴스, 2023-07-18